# 梅纳德·V·奥尔森
梅纳德·V·奥尔森（英語：Maynard V. Olson，1943年—）是一位美国医生和遗传学家，华盛顿大学教授，从事囊腫性纖維化的遗传学研究，人类基因组计划（HGP）的发起人之一。

## 荣誉
1994年当选美国国家科学院院士，2002年获得盖尔德纳国际奖，2007年获得格鲁伯遗传学奖。